# Стешин Юрій Тимофійович
Ю́рій Тимофі́йович Сте́шин (1 травня 1938, Старина, Починківський район, Нижньогородська область, РРФСР, СРСР — 19 серпня 1993, Миколаїв, Миколаївська область, Україна) — український художник-оформлювач, лауреат Державної премії ім. Т. Г. Шевченка 1981 року.

## Життєпис
У 1960-х роках закінчив школу художників-оформлювачів у Омську, працював художником-проектувальником.
З 1970 року працював художником Миколаївського художньо-промислового комбінату Художнього фонду УРСР.
1976 року закінчив вищі курси промислового і оформлювального мистецтва при спілці художників СРСР. З 1979 року — в складі Спілки художників СРСР.
Є співавтором пам'ятних знаків 3-й і 4-й танковим бригадам у селищі Зелений Яр (Миколаївська область), 1974, в селі Троїцько-Сафонове — пам'яті кінно-механізованої групи Ісси Плієва, 1981 — оформляв музей суднобудування і флоту, 1985 — дитяче містечко «Казка», воїнам-інтернаціоналістам — 1991, 1993 року склав проект оформлення корабля «Гетьман Сагайдачний», всі роботи у Миколаєві.
Шевченківська премія 1981 року йому присуджена спільно з Е. Шоріним, Т. Гусельниковою, М. Озерним, В. Семерньовим, В. Івановим, Л. Хлопинською, Г. Чередниченко, Л. Керанчуком — за створення Музею суднобудування і флоту в Миколаєві.